# Snaefell
Snaefell (z jęz. staronord. oznacza „śnieżne wzgórze”, manx Sniaul) – najwyższa góra na Wyspie Man o wysokości 621 m n.p.m. Mówi się, że w pogodny dzień ze szczytu góry można ujrzeć sześć królestw: Anglii, Irlandii, Szkocji, Walii, Man oraz Królestwo Niebieskie.
Na szczycie znajduje się kawiarnia, kilka masztów komunikacyjnych oraz stacja kolejki Snaefell Mountain Railway prowadzącej z odległego o 4 km Laxey.
Na Islandii znajdują się trzy wulkany o podobnie pisanej nazwie Snæfell. Najsłynniejszy z nich, nazywany także Snæfellsjökull (1446 m n.p.m.), pokryty jest lodowcem. 

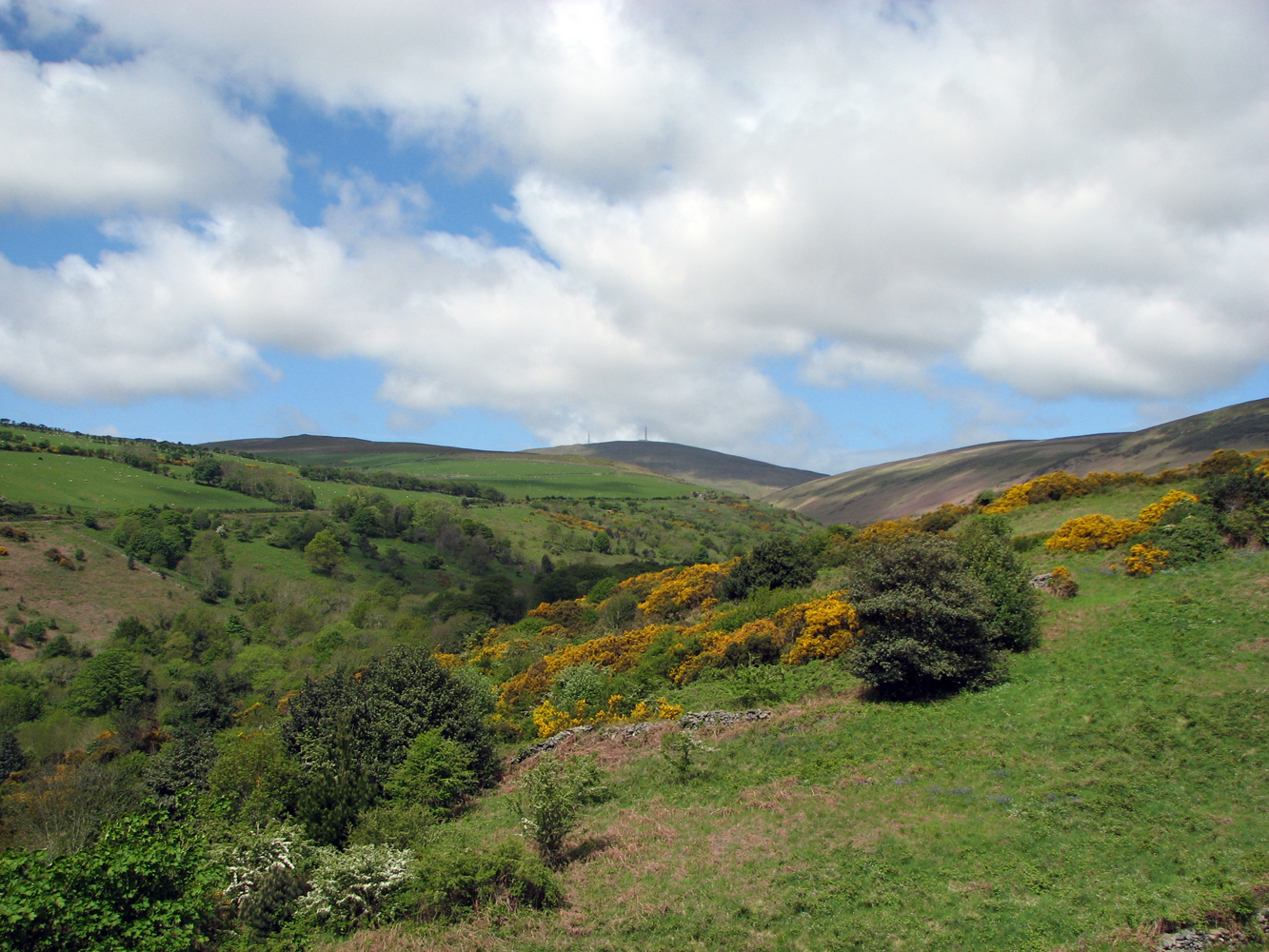
Snaefell
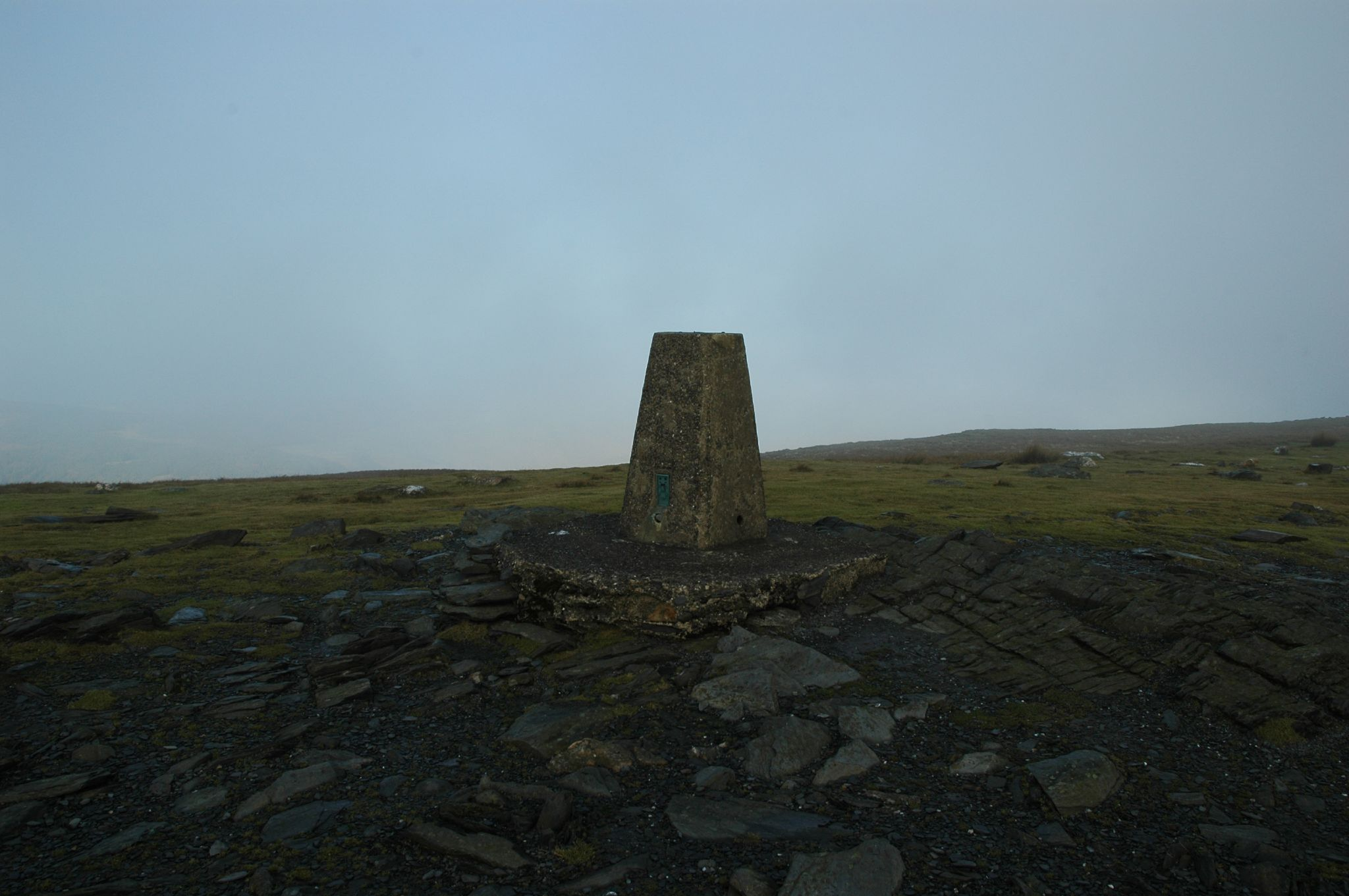
Widok na szczyt Snaefell